# Campionati italiani di winter triathlon del 2001
I Campionati italiani di winter triathlon del 2001 (III edizione) sono stati organizzati dalla Federazione Italiana Triathlon e si sono tenuti a Formazza in Piemonte, in data 8 aprile 2001.
Tra gli uomini ha vinto per la terza volta consecutiva Paolo Riva ( Forze Armate Triathlon), mentre la gara femminile è andata a Martina Dogana (Tri. Rari Nantes Marostica).

## Risultati

### Élite uomini
| Pos. | Atleta            | Società sportiva       | Corsa   | Bici    | Sci di fondo | Totale  |
| ---- | ----------------- | ---------------------- | ------- | ------- | ------------ | ------- |
|      | Paolo Riva        | Forze Armate Triathlon | 0:29:09 | 0:39:21 | 0:31:35      | 1:40:05 |
|      | Anton Steiner     | Malles Triathlon       | 0:29:43 | 0:41:03 | 0:33:19      | 1:44:05 |
|      | Oswald Weisenhorn | Malles Triathlon       | 0:30:58 | 0:40:57 | 0:32:33      | 1:44:28 |
| 4    | Walter Polla      | Triathlon Alto Adige   | 0:30:24 | 0:42:21 | 0:32:09      | 1:44:54 |
| 5    | Luca Bonazzi      | Triathlon Bergamo      | 0:30:05 | 0:42:28 | 0:33:03      | 1:45:36 |
| 6    | Marco Abbà        | Energytri              | 0:29:32 | 0:41:58 | 0:34:23      | 1:45:53 |
| 7    | Maurizio De Ponte | Happidea Triathlon     | 0:28:44 | 0:40:14 | 0:37:34      | 1:46:32 |
| 8    | Marco Bethaz      | Valle d'Aosta          | 0:29:36 | 0:43:30 | 0:34:10      | 1:47:16 |
| 9    | Daniel Antonioli  | Triathlon Lecco        | 0:30:28 | 0:43:26 | 0:34:45      | 1:48:39 |
| 10   | Bernhard Capitani | Malles Triathlon       | 0:31:38 | 0:43:58 | 0:33:24      | 1:49:00 |
| 11   | Fabio Barani      | CUS Parma CSL          | 0:27:44 | 0:41:54 | 0:39:43      | 1:49:21 |
| 12   | Pietro Garbini    | Pro Patria Acros       | 0:30:33 | 0:43:36 | 0:36:33      | 1:50:42 |
| 13   | Mauro Sormani     | Triathlon Team Brianza | 0:33:11 | 0:44:35 | 0:32:58      | 1:50:44 |
| 14   | Roland Osele      | Malles Triathlon       | 0:30:59 | 0:43:01 | 0:38:02      | 1:52:02 |
| 15   | Giovanni Bonelli  | Athletic Team Lario    | 0:28:36 | 0:42:57 | 0:41:43      | 1:53:16 |
| 16   | Walter Bonazzi    | Triathlon Bergamo      | 0:33:45 | 0:44:35 | 0:35:22      | 1:53:42 |
| 17   | Devis Guiguet     | Energytri              | 0:32:09 | 0:43:51 | 0:38:14      | 1:54:14 |
| 18   | Pietro Riva       | Triathlon Lecco        | 0:31:11 | 0:48:43 | 0:35:53      | 1:55:47 |
| 19   | Emanuele Marchi   | S.N. Prisma            | 0:31:34 | 0:46:10 | 0:38:05      | 1:55:49 |
| 20   | Cristian Riccardi | CUS Trento CTT         | 0:32:31 | 0:47:07 | 0:37:47      | 1:57:25 |

### Élite donne
| Pos. | Atleta              | Società sportiva           | Corsa   | Bici    | Sci di fondo | Totale  |
| ---- | ------------------- | -------------------------- | ------- | ------- | ------------ | ------- |
|      | Martina Dogana      | Tri. Rari Nantes Marostica | 0:34:33 | 0:51:58 | 0:37:42      | 2:04:13 |
|      | Valentina Tauceri   | Happidea Triathlon         | 0:32:50 | 0:49:58 | 0:42:57      | 2:05:45 |
|      | Barbara Pedretti    | DDS                        | 0:35:28 | 0:54:59 | 0:37:47      | 2:08:14 |
| 4    | Paola Giacomelli    | Lessinia                   | 0:37:27 | 0:51:03 | 0:41:18      | 2:09:48 |
| 5    | Cristina Cominardi  | Uisp Ntd Brescia           | 0:36:58 | 0:52:32 | 0:42:49      | 2:12:19 |
| 6    | Patrizia Baldessari | CUS Trento CTT             | 0:38:03 | 0:54:14 | 0:41:00      | 2:13:17 |
| 7    | Luisa Mauri         | DDS                        | 0:37:18 | 0:55:46 | 0:40:33      | 2:13:37 |
| 8    | Amelia Lora         | Tri. Rari Nantes Marostica | 0:42:46 | 0:59:06 | 0:45:47      | 2:27:39 |
| 9    | Simona Neirotti     | Rivoli Triathlon           | 0:36:04 | 1:02:52 | 0:53:32      | 2:32:28 |
| 10   | Claudia Vaccari     | Fri Team                   | 0:43:03 | 1:12:35 | 0:54:14      | 2:49:52 |
| 11   | Luisella Iabichella | Road Runners Club Milano   | 0:43:07 | 1:10:46 | 1:01:42      | 2:55:35 |